# Taipei
Taipei (臺北市 în chineza tradițională, 台北市 în chineza simplificată, Táiběi Shì în pinyin, Tâi-pak-chhī în taiwaneză) este capitala provizorie a Republicii Chineze, situată pe insula Taiwan.
Zona metropolitană Taipei este formată din orașul Taipei, județul Taipei (care înconjoară orașul) și orașul Keelung. Orașul Taipei este un nivel de administrație direct sub guvernul central al Republicii Chineze, pe când județul Taipei și orașul Keelung fac parte din Provincia Taiwan. "Taipei" în general se referă la toată zona metropolitană, pe când "orașul Taipei" se referă doar la unitatea administrativ-teritorială centrală o orașului.
Bazat pe recensământul din iulie 2006, populația totală a orașului Taipei (excluzând Județul Taipei) este de 2.625.757 de locuitori. Industriile principale ale orașului sunt echipamente electrice și electronice, textile, metalurgie și motociclete.

## Unități administrative
Taipei-ul este împărțit în 12 districte:
| Hanyu Pinyin             | Caractere chinezești (Hanzi) | Wade-Giles  |
| ------------------------ | ---------------------------- | ----------- |
| Sōngshān                 | 松山區                       | Sung-shan   |
| Xìnyì                    | 信義區                       | Hsin-yi     |
| Dà'ān                    | 大安區                       | Ta-an       |
| Zhōngshān                | 中山區                       | Chung-shan  |
| Zhōngzhèng               | 中正區                       | Chung-cheng |
| Dàtóng                   | 大同區                       | Ta-t'ung    |
| Wànhuá                   | 萬華區                       | Wan-hua     |
| Wénshān (Mucha or Muzha) | 文山區                       | Wen-shan    |
| Nángǎng                  | 南港區                       | Nan-kang    |
| Nèihú                    | 內湖區                       | Nei-hu      |
| Shìlín                   | 士林區                       | Shih-lin    |
| Běitóu                   | 北投區                       | Pei-t'ou    |

## Personalități născute aici
- Jerry Chang (n. 1981), compozitor, chitarist.